# Vela ai Giochi della XIV Olimpiade - Dragone
La competizione della classe Dragone  di vela ai Giochi della XIV Olimpiade si è svolta nei giorni dal 3 al 12 agosto 1948 a Torquay.

## Partecipanti
| Nazione       | Barca     | Equipaggio |
| ------------- | --------- | --- |
| Argentina     | Pampero   | Roberto Sieburger - Jorge Alberto del Río - Jorge Alberto Salas                                                  |
| Belgio        | Dolfijn   | Albert Huybrechts - Roger Anciaux - Charles Delfosse Georges Hellebuyck Jr. - Jacques Lauwerys - Jacques Lippens |
| Danimarca     | Snap      | William Berntsen - Klaus Baess - Ole Berntsen                                                                    |
| Finlandia     | Vinha     | Rainer Packalén - Aatos Hirvisalo - Niilo Orama                                                                  |
| Francia       | Allegro   | Marcel de Kerviler - Philippe Chancerel - Jean Frain de la Gaulayrie                                             |
| Gran Bretagna | Ceres II  | Eric Strain - George Brown - James Wallace                                                                       |
| Italia        | Ausonia   | Giuseppe Canessa - Bruno Bianchi - Luigi De Manincor                                                             |
| Norvegia      | Pan       | Thor Thorvaldsen - Håkon Barfod - Sigve Lie                                                                      |
| Paesi Bassi   | Joy       | Kees Jonker - Biem Dudok van Heel - Wim van Duyl                                                                 |
| Portogallo    | Argus     | João Félix Capucho - António de Herédia - Henrique Sallaty - Carlos Lourenço                                     |
| Stati Uniti   | Rhythm    | Henry Duys Jr. - Julian Roosevelt - Richard Jessup                                                               |
| Svezia        | Slaghoken | Folke Bohlin - Gösta Brodin - Hugo Johnson                                                                       |

## Risultati
| Regata 1 3 agosto | Regata 1 3 agosto | Regata 1 3 agosto | Regata 1 3 agosto | Regata 2 4 agosto | Regata 2 4 agosto | Regata 2 4 agosto | Regata 2 4 agosto | Regata 3 5 agosto | Regata 3 5 agosto | Regata 3 5 agosto | Regata 3 5 agosto | Regata 4 6 agosto | Regata 4 6 agosto | Regata 4 6 agosto | Regata 4 6 agosto |
| Pos.              | Nazione           | Tempo             | Punti             | Pos.              | Nazione           | Tempo             | Punti             | Pos.              | Nazione           | Tempo             | Punti             | Pos.              | Nazione           | Tempo             | Punti             |
| ----------------- | ----------------- | ----------------- | ----------------- | ----------------- | ----------------- | ----------------- | ----------------- | ----------------- | ----------------- | ----------------- | ----------------- | ----------------- | ----------------- | ----------------- | ----------------- |
| 1                 | Norvegia          | 2-26:03           | 1180              | 1                 | Finlandia         | 2-53:35           | 1180              | 1                 | Gran Bretagna     | 3-25:01           | 1180              | 1                 | Norvegia          | 3-14:40           | 1180              |
| 2                 | Svezia            | 2-26:57           | 879               | 2                 | Norvegia          | 2-55:13           | 879               | 2                 | Svezia            | 3-25:11           | 879               | 2                 | Svezia            | 3-16:45           | 879               |
| 3                 | Danimarca         | 2-26:58           | 703               | 3                 | Svezia            | 2-55:39           | 703               | 3                 | Danimarca         | 3-25:39           | 703               | 3                 | Italia            | 3-21:55           | 703               |
| 4                 | Finlandia         | 2-27:07           | 578               | 4                 | Danimarca         | 2-55:50           | 578               | 4                 | Italia            | 3-26:00           | 578               | 4                 | Argentina         | 3-24:24           | 578               |
| 5                 | Paesi Bassi       | 2-27:43           | 481               | 5                 | Argentina         | 2-56:36           | 481               | 5                 | Stati Uniti       | 3-27:30           | 481               | 5                 | Danimarca         | 3-25:21           | 481               |
| 6                 | Argentina         | 2-27:45           | 402               | 6                 | Paesi Bassi       | 2-58:33           | 402               | 6                 | Portogallo        | 3-31:56           | 402               | 6                 | Finlandia         | 3-26:27           | 402               |
| 7                 | Gran Bretagna     | 2-28:50           | 335               | 7                 | Gran Bretagna     | 2-59:16           | 335               | 7                 | Paesi Bassi       | 3-45:30           | 335               | 7                 | Gran Bretagna     | 3-27:35           | 335               |
| 8                 | Stati Uniti       | 2-28:57           | 277               | 8                 | Italia            | 2-59:23           | 277               | 8                 | Argentina         | 3-49:45           | 277               | 8                 | Portogallo        | 3-28:17           | 277               |
| 9                 | Italia            | 2-30:14           | 226               | 9                 | Portogallo        | 3-02:19           | 226               | 9                 | Belgio            | 3-52:27           | 226               | 9                 | Francia           | 3-33:23           | 226               |
| 10                | Francia           | 2-32:09           | 180               | 10                | Stati Uniti       | 3-03:28           | 180               | 10                | Francia           | 3-52:55           | 180               | 10                | Belgio            | 3-35:11           | 180               |
| 11                | Portogallo        | 2-35:35           | 139               | 11                | Francia           | 3-04:20           | 139               | 11                | Finlandia         | 3-53:03           | 139               | 11                | Paesi Bassi       | 3-37:47           | 139               |
| 12                | Belgio            | 2-36:14           | 101               | -                 | Belgio            | DNF               | 0                 | 12                | Norvegia          | 3-53:08           | 101               | 12                | Stati Uniti       | 3-44:47           | 101               |

| Regata 5 10 agosto | Regata 5 10 agosto | Regata 5 10 agosto | Regata 5 10 agosto | Regata 6 11 agosto | Regata 6 11 agosto | Regata 6 11 agosto | Regata 6 11 agosto | Regata 7 12 agosto | Regata 7 12 agosto | Regata 7 12 agosto | Regata 7 12 agosto |
| Pos.               | Nazione            | Tempo              | Punti              | Pos.               | Nazione            | Tempo              | Punti              | Pos.               | Nazione            | Tempo              | Punti              |
| ------------------ | ------------------ | ------------------ | ------------------ | ------------------ | ------------------ | ------------------ | ------------------ | ------------------ | ------------------ | ------------------ | ------------------ |
| 1                  | Gran Bretagna      | 2-37:10            | 1180               | 1                  | Italia             | 3-09:04            | 1180               | 1                  | Svezia             | 2-41:25            | 1180               |
| 2                  | Danimarca          | 2-38:03            | 879                | 2                  | Argentina          | 3-09:50            | 879                | 2                  | Danimarca          | 2-43:59            | 879                |
| 3                  | Francia            | 2-39:06            | 703                | 3                  | Norvegia           | 3-10:07            | 703                | 3                  | Norvegia           | 2-44:02            | 703                |
| 4                  | Finlandia          | 2-39:09            | 578                | 4                  | Paesi Bassi        | 3-10:38            | 578                | 4                  | Gran Bretagna      | 2-44:27            | 578                |
| 5                  | Belgio             | 2-40:11            | 481                | 5                  | Danimarca          | 3-11:00            | 481                | 5                  | Portogallo         | 2-44:32            | 481                |
| 6                  | Italia             | 2-42:33            | 402                | 6                  | Portogallo         | 3-13:02            | 402                | 6                  | Stati Uniti        | 2-46:51            | 402                |
| 7                  | Portogallo         | 2-49:00            | 335                | 7                  | Belgio             | 3-14:00            | 335                | 7                  | Paesi Bassi        | 2-47:16            | 335                |
| 8                  | Paesi Bassi        | 2-49:09            | 277                | 8                  | Francia            | 3-14:57            | 277                | 8                  | Francia            | 2-52:55            | 277                |
| 9                  | Argentina          | 2-58:10            | 226                | 9                  | Gran Bretagna      | 3-15:12            | 226                | 9                  | Belgio             | 2-58:44            | 226                |
| -                  | Norvegia           | DQ                 | 0                  | 10                 | Stati Uniti        | 3-23:48            | 180                | 10                 | Finlandia          | 2-58:56            | 180                |
| -                  | Svezia             | DQ                 | 0                  | 11                 | Finlandia          | 3-24:32            | 139                | -                  | Argentina          | DNF                | 0                  |
| -                  | Stati Uniti        | DQ                 | 0                  | 12                 | Svezia             | 3-26:51            | 101                | -                  | Italia             | DNF                | 0                  |

## Classifica finale
| Pos.    | Nazione       | Barca     | Equipaggio | Punti Totali | Punti ottenuti nelle regate | Punti ottenuti nelle regate | Punti ottenuti nelle regate | Punti ottenuti nelle regate | Punti ottenuti nelle regate | Punti ottenuti nelle regate | Punti ottenuti nelle regate |
| Pos.    | Nazione       | Barca     | Equipaggio | Punti Totali | 1                           | 2                           | 3                           | 4                           | 5                           | 6                           | 7                           |
| ------- | ------------- | --------- | --- | ------------ | --------------------------- | --------------------------- | --------------------------- | --------------------------- | --------------------------- | --------------------------- | --------------------------- |
| Oro     | Norvegia      | Pan       | Thor Thorvaldsen - Håkon Barfod - Sigve Lie                                                                      | 4746         | 1180                        | 879                         | 101                         | 1180                        | 0                           | 703                         | 703                         |
| Argento | Svezia        | Slaghoken | Folke Bohlin - Gösta Brodin - Hugo Johnson                                                                       | 4621         | 879                         | 703                         | 879                         | 879                         | 0                           | 101                         | 1180                        |
| Bronzo  | Danimarca     | Snap      | William Berntsen - Klaus Baess - Ole Berntsen                                                                    | 4223         | 703                         | 578                         | 703                         | 481                         | 879                         | 481                         | 879                         |
| 4       | Gran Bretagna | Ceres II  | Eric Strain - George Brown - James Wallace                                                                       | 3943         | 335                         | 335                         | 1180                        | 335                         | 1180                        | 226                         | 578                         |
| 5       | Italia        | Ausonia   | Giuseppe Canessa - Bruno Bianchi - Luigi De Manincor                                                             | 3366         | 226                         | 277                         | 578                         | 703                         | 402                         | 1180                        | 0                           |
| 6       | Finlandia     | Vinha     | Rainer Packalén - Aatos Hirvisalo - Niilo Orama                                                                  | 3057         | 578                         | 1180                        | 139                         | 402                         | 578                         | 139                         | 180                         |
| 7       | Argentina     | Pampero   | Roberto Sieburger - Jorge Alberto del Río - Jorge Alberto Salas                                                  | 2843         | 402                         | 481                         | 277                         | 578                         | 226                         | 879                         | 0                           |
| 8       | Paesi Bassi   | Joy       | Kees Jonker - Biem Dudok van Heel - Wim van Duyl                                                                 | 2408         | 481                         | 402                         | 335                         | 139                         | 277                         | 578                         | 335                         |
| 9       | Portogallo    | Argus     | João Félix Capucho - António de Herédia Henrique Sallaty - Carlos Lourenço                                       | 2123         | 139                         | 226                         | 402                         | 277                         | 335                         | 402                         | 481                         |
| 10      | Francia       | Allegro   | Marcel de Kerviler - Philippe Chancerel - Jean Frain de la Gaulayrie                                             | 1843         | 180                         | 139                         | 180                         | 226                         | 703                         | 277                         | 277                         |
| 11      | Stati Uniti   | Rhythm    | Henry Duys Jr. - Julian Roosevelt - Richard Jessup                                                               | 1621         | 277                         | 180                         | 481                         | 101                         | 0                           | 180                         | 402                         |
| 12      | Belgio        | Dolfijn   | Albert Huybrechts - Roger Anciaux - Charles Delfosse Georges Hellebuyck Jr. - Jacques Lauwerys - Jacques Lippens | 1549         | 101                         | 0                           | 226                         | 180                         | 481                         | 335                         | 226                         |